# Colegiata de San Pedro de Teverga
Para ver otras colegiatas bajo la misma advocación, véase Colegiata de San Pedro.

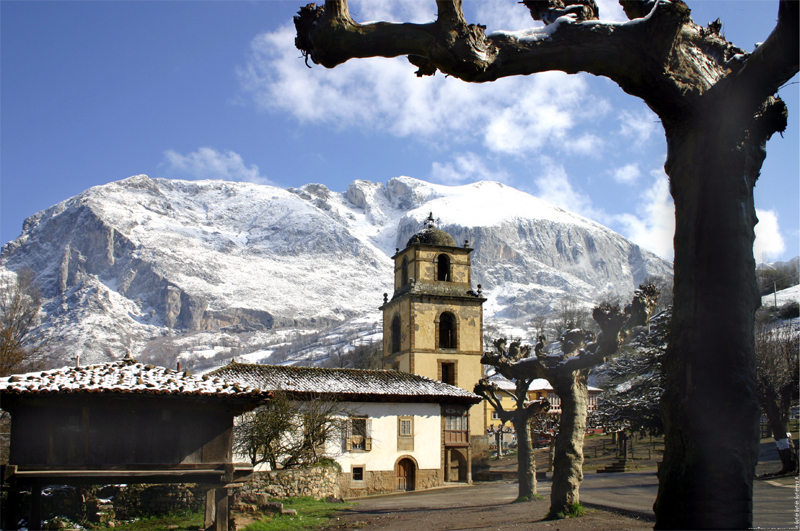

La iglesia colegial de San Pedro de Teverga está situada en el concejo asturiano de Teverga, en La Plaza (España).
Se trata de un templo románico bizantino, de cantería labrada, con tres naves y planta de cruz latina y con ábside rectangular y no de semicírculo como lo fue la original, dado un  incendio que sufrió el templo en el s. XVII. Sus bóvedas son de cañón seguido, y sus arcos de medio punto se sostienen en robustas columnas cilíndricas, construido en el siglo XI por lo que es considerado de románico temprano o como una transición del prerrománico. Por este motivo el edificio conserva elementos de ambos estilos:
- De la parte prerrománica podemos destacar la existencia de tres naves, ábsides de cabecera recta y su sensación espacial.
- De la parte románica podemos destacar los sillares escuadrados, saeteras y un amplio porche.

Se puede indicar que la iglesia es la primera muestra de este estilo en la región. Fue, en principio, monasterio benedictino consagrado a San Pedro y a San Juan, donado por la condesa doña Aldonza a la iglesia de San Salvador de Oviedo. Doña Aldonza era hija del conde Munio Fernández. Es probable que la colegiata, como tal, se fundase en 1107, fecha que aparece en el libro "del codo" de la condesa, depositado en el Real Instituto Jovellanos de Gijón.
En el edificio podemos destacar unos singulares relieves con formas de animales en diferentes capiteles de los que se pueden distinguir diferentes animales de carácter simbólico o cabezas de bestias. El templo está orientado de occidente a oriente. Su interior es muy parco y adusto, con ventanas muy reducidas que dejan pasar poca luz, dado que sus constructores querían erigir un espacio sagrado, apto para la meditación y el ascetismo. Es destacable su vestíbulo, los capiteles de las columnas centrales, el presbiterio, el blasón de la Casa Miranda esculpido en los machones, junto con los sepulcros y varias inscripciones.
Otro aspecto decorativo de gran importancia es la escultura del Cristo crucificado, escultura románica datada en el siglo XIII de madera policromada que está situada en su capilla mayor.

## Momias
El hecho característico o más famoso del templo es la existencia de dos cadáveres momificados, las conocidas como las Momias de Teverga. Se trata de dos cuerpos momificados pertenecientes al abad de la colegiata desde 1690 al 1720, Pedro Analso de Miranda y a su padre el marqués de Valdecarzana.